# Gerd Santesson
Gerd (Mosse) Santesson, ogift Morell-Söderberg, född 26 oktober 1903 i Norge, död 31 oktober 1943 i Sankt Görans församling i Stockholm, var en norsk-svensk skribent och motståndskvinna.
Gerd Santesson växte upp i Norge på en gård på Østlandet och på Oslos västkant i en familj med svenskfödda föräldrar, en far som var uppfinnare och en mor som varit operasångerska. Hon studerade språk och utbildade sig till fiolbyggare i Tyskland. Hon fick arbete i Stockholm 1925 och gifte sig 1926 med arkitekten Olle Santesson (1900–1981), som var son till Henrik Santesson och bror till Per Santesson. Gerd och Olle Santesson fick sonen Kåre Santesson 1928.
Gerd Santesson anmälde sig våren 1940 som frivillig ambulansförare i Svenska frivilligkåren i finska vinterkriget, men hann inte rycka in innan kriget tog slut. Hon kom i stället att arbeta för den norska motståndsrörelsen under kodnamnet Faktum genom att bland annat till Norge smuggla in först insatsvaror till tidningar, senare i Sverige tryckta tidningar, samt meddelanden samt till Sverige föra tillbaka underrättelseinformation. Hon gjorde tillsammans med sonen Kåre fyra resor fram till sin död 1943 på underlag av viseringsansökningar, vilka angav att hon skulle besöka sin, som hon uppgav, döende mor i Norge.
Hon var en av initiativtagarna, möjligen den mest centrala, till att få till stånd utgivningen av en tidning på norska i Sverige, formellt riktad till norrmän som vistades i Sverige, men i realiteten avsedd som underjordisk tidning i Norge. Bakgrunden var ökade svårigheter att få till stånd tryckning av underjordspress i Norge, bland annat på grund av problem att få tag i papper och trycksvärta för denna under ockupationen illegala verksamhet. Tidskriften, Håndslag publicerades från våren 1942 till 1945 och trycktes på ett extra tunt papper och i ett extra litet format för att underlägga smuggling till Norge.
Gerd Santesson är begravd på Solna kyrkogård.